# Maija Puukilainen
Maija Puukilainen (ur. w 1977) – fińska biegaczka narciarska, trzykrotna medalistka mistrzostw świata juniorów.
Po raz pierwszy na arenie międzynarodowej pojawiła się w styczniu 1996 roku w podczas mistrzostw świata juniorów w Asiago. Zdobyła tam złoty medal w biegu na 5 km techniką klasyczną oraz brązowy w sztafecie. Na rozgrywanych rok później mistrzostwach świata juniorów w Canmore wywalczyła srebrny medal w sztafecie, a w biegu na 5 km klasykiem była piąta. Nigdy nie wystąpiła w zawodach Pucharu Świata. Nigdy też nie wzięła udziału w mistrzostwach świata ani igrzyskach olimpijskich.

## Osiągnięcia

### Mistrzostwa świata juniorów
| Miejsce | Dzień       | Rok  | Miejscowość | Konkurencja            | Wynik     | Strata  | Zwyciężczyni     |
| ------- | ----------- | ---- | ----------- | ---------------------- | --------- | ------- | ---------------- |
| 1.      | 31 stycznia | 1996 | Asiago      | 5 km stylem klasycznym | 15:01,8   | -       | -                |
| 3.      | 2 lutego    | 1996 | Asiago      | Sztafeta 4x5 km        | 1:01:49,8 | +1:06,8 | Rosja            |
| 23.     | 4 lutego    | 1996 | Asiago      | 15 km stylem dowolnym  | 43:52,9   | +4:10,5 | Julija Czepałowa |
| 5.      | 12 lutego   | 1997 | Canmore     | 5 km stylem klasycznym | 14:28,7   | +32,4   | Kristina Šmigun  |
| 2.      | 14 lutego   | 1997 | Canmore     | Sztafeta 4x5 km        | 57:18,7   | +25,0   | Włochy           |